# Heidi Wiesler
Heidi Wiesler (Staufen im Breisgau, 28 marzo 1960) è un'ex sciatrice alpina tedesca che gareggiò per la nazionale tedesca occidentale.

## Biografia
Sciatrice polivalente, la Wiesler debuttò in campo internazionale in occasione degli Europei juniores di Kranjska Gora 1977, dove vinse la medaglia di bronzo nello slalom gigante, e ottenne il primo risultato di rilievo in Coppa del Mondo l'11 marzo 1978 sulle nevi di Bad Kleinkirchheim, giungendo 9ª in discesa libera; ai Mondiali di Schladming 1982 non completò la combinata e il 15 dicembre 1982 conquistò l'unico podio in Coppa del Mondo, il 3º posto nella discesa libera disputata a San Sicario alle spalle delle francesi Caroline Attia e Claudine Emonet. Ai XIV Giochi olimpici invernali di Sarajevo 1984, sua unica presenza olimpica, si classificò 14ª nella discesa libera; l'ultimo piazzamento della sua carriera in Coppa del Mondo fu il 14º posto ottenuto nella discesa libera disputata a Calgary l'8 marzo 1987 e si ritirò nel 1989.

## Palmarès

### Europei juniores
- 1 medaglia[1]:
  - 1 bronzo (slalom gigante a Kranjska Gora 1977)

### Coppa del Mondo
- Miglior piazzamento in classifica generale: 21ª nel 1979
- 1 podio (in discesa libera):
  - 1 terzo posto

### Campionati tedeschi
- 2 medaglie (dati parziali fino alla stagione 1985-1986)[3]:
  - 1 oro (discesa libera nel 1985)
  - 1 bronzo (discesa libera nel 1986)